# Герб Великолукского района
Герб муниципального образования «Великолу́кский район» Псковской области Российской Федерации.
Герб утверждён решением Собрания депутатов Великолукского района № 58 от 26 декабря 2001 года.
Герб внесён в Государственный геральдический регистр Российской Федерации под регистрационным номером 895.

## Описание герба
«В пересеченном зеленью и червленью поле три золотых продольно положенных лука».
Герб может воспроизводиться в двух равнодопустимых версиях: без вольной части; с вольной частью — четырёхугольником, примыкающим изнутри к верхнему краю герба муниципального образования «Великолукский район» с воспроизведёнными в нём фигурами герба Псковской области. Версия герба с вольной частью применяется после внесения герба Псковской области в Государственный геральдический регистр Российской Федерации.

## Обоснование символики

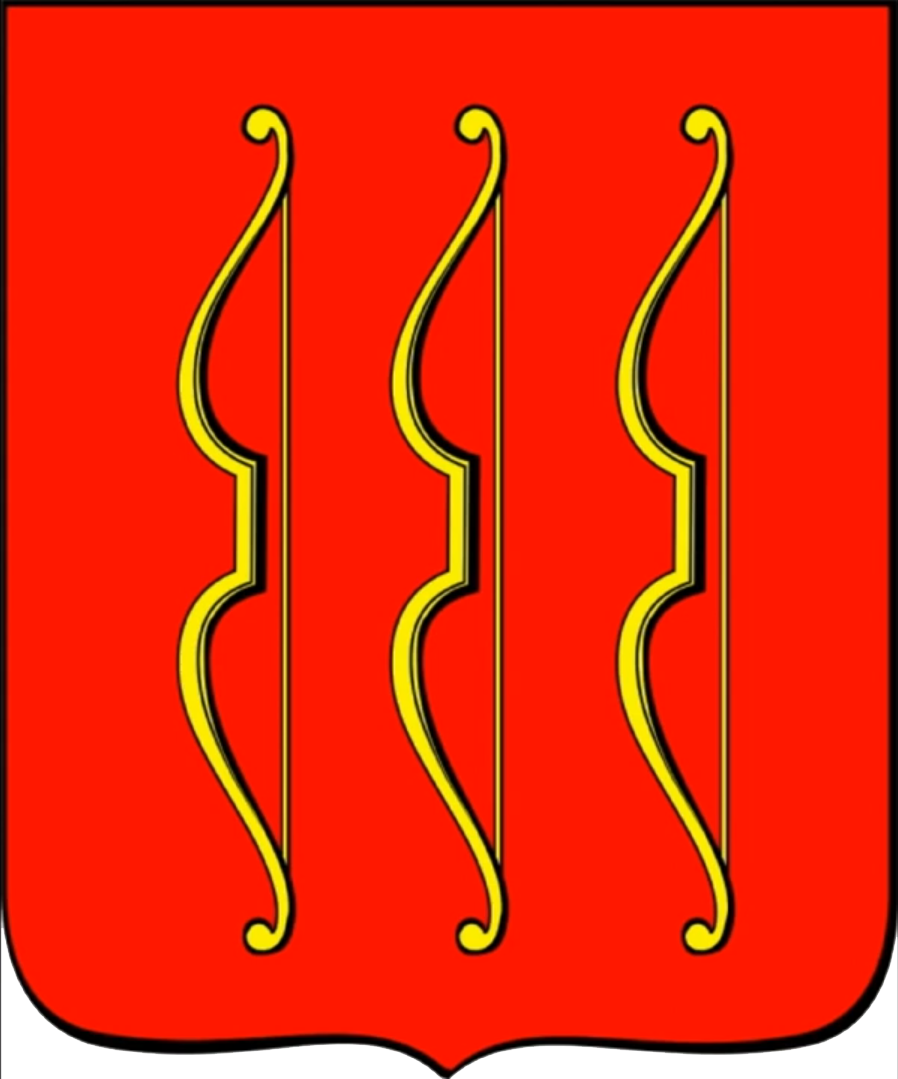
Герб Великих Лук (1781 год)

При составлении герба муниципального образования «Великолукский район» за основу взят исторический герб центра района города Великие Луки Псковского Наместничества, утверждённый 28 мая 1781 года, подлинное описание которого гласит: «В красном поле три золотые большие лука» с добавлением в верхнюю половину герба зелёного поля.
Зелёное поле герба символизирует живописную природу района, сельскохозяйственные угодья и аллегорически показывает развитие сельского хозяйства и фермерства в Великолукском районе.
Зелёный цвет — символ плодородия, изобилия, жизни, возрождения и здоровья.
Красная часть поля герба одновременно отражает героическое прошлое великолукской земли в годы Великой Отечественной войны и самоотверженный труд жителей района в мирное время.
Красный цвет — символ труда, жизнеутверждающей силы, мужества, праздника и красоты.
Золото в геральдике символизирует прочность, величие, интеллект, великодушие, богатство.
Территориальная принадлежность Великолукского района к Псковской области может быть обозначена путём включения в герб муниципального образования «Великолукский район» вольной части с воспроизведёнными в ней фигурами герба Псковской области.
Герб разработан при содействии Союза геральдистов России.
Авторы герба: идея герба — Константин Мочёнов (Химки); обоснование символики — Галина Туник (Москва); художник — Роберт Маланичев (Москва); компьютерный дизайн — Юрий Коржик (Воронеж).